# F-03E
docomo with series ARROWS Kiss F-03E（ドコモ ウィズ シリーズ アローズ キス エフゼロサンイー）は、富士通によって開発された、NTTドコモの第3.9世代移動通信システム（Xi）と第3世代移動通信システム（FOMA）のデュアルモード端末である。docomo with seriesのひとつ。
ここではファッションブランドJILL STUARTとのコラボレーションモデルであるARROWS Kiss with JILL STUART（アローズ キス ウィズ ジル・スチュアート）についても記述する。

## 概要
ARROWSシリーズの女性向けモデル「Kiss」の2代目。F-03Dの後継機種で、大幅なスペックアップが図られている。
新たにデュアルコアCPU・指紋センサー・NOTTV・NFCに対応している。また、今回の冬モデルで唯一のおくだけ充電対応機種であり、専用デザインの横置きスタンド型非接触充電器（ワイヤレスチャージャー）が用意される。またドコモACアダプタ04（別売）を使用しての急速充電にも対応しており、充電のお知らせが表示されてからすぐに充電を行った場合、約30分で50％まで充電が可能。ただしワイヤレスチャージャーとの併用はできない。
なお、兄弟機種のARROWS V F-04E・ARROWS X F-02Eと同じくNFCによる決済サービスには非対応である。
カラーバリエーションは後述の「Blush Pink」の他に「Innocent White」「Powder Mint」があるが、この2つのカラーはイヤホンジャックアクセサリーがリボンをモチーフにしたもの1種類になっており、またイヤホン等は付属していないため、「Blush Pink」と比べると価格は少々低くなっている。
キャッチコピーは、「ハイスペックをこのSweetデザインに。美スマートフォン」。

## ARROWS Kiss with JILL STUART
ファッションブランドJILL STUARTとのコラボレーションモデルで、色は「Blush Pink」が用意されている。厳密には、F-03Eのカラーバリエーションの1つが本機となっている。
オリジナルデザインのイヤホンジャックアクセサリー（3種類）やイヤホン、ミニポーチ、ワイヤレスチャージャーが同梱される。また、内蔵コンテンツもオリジナルで、卓上ホルダ・タッチペンも特別仕様のデザインとなっている。

## 搭載アプリ
- dメニュー
- dマーケット
- ドコモバックアップ
- ドコモWiFi簡単接続
- iチャネル
- iコンシェル
- ドコモサービス
- ドコモ位置情報
- ドコモ音声入力
- iD設定アプリ
- ドコモ電話帳
- 災害用キット
- 取扱説明書
- 設定
- 遠隔サポート
- おサイフケータイ
- iDアプリ
- トルカ
- エリアメール

- カメラ
- フォトコレクション
- NOTTV
- テレビ
- メディアプレイヤー
- メモ
- スケジュール＆メモ
- 赤外線
- ICタグ・バーコードリーダー
- 電卓
- Document Viewer
- スッキリ目覚まし
- 富士通モバイル統合辞書＋
- 健康生活日記
- 音頭湿度チェッカー
- 手書きダイアリー
- 手書きメモ
- 落書き盛りフォト

- メール
- Gmail
- メッセージ
- ハングアウト
- Chrome
- Google
- Google+
- Playストア
- YouTube
- Google Playミュージック
- Google Playムービー＆TV
- Google Playブックス
- Google Playゲーム
- ギャラリー
- カレンダー
- Googleマップ
- Googleマップストリートビュー
- Google設定
- Google音声検索
- ブラウザ

- -時計(時計/日付/天気)
- -歩数計(ウォーキング×)
- -歩数計(世界一周)
- -歩数計/温湿度(シンプル)
- アドレス帳
- アプリ電池診断
- ウルトラ総合検索
- オートGPS
- おくだけ充電時計
- カテゴリーナビ
- キャプメモ
- しゃべって検索
- 50daysスマホなるほどツアーズ
- スライドイン機能
- タイマー
- データ量確認アプリ
- パスワードマネージャ
- ホーム画面切り替え
- ミュージックピッカー
- 音声レコーダー
- 指定画像非表示設定
- 時計
- 睡眠ログ
- 声の宅配便
- MoimoiClock
- MusicFX
- NX!Input
- NX!ウィジェット
- NX!エコ
- NX!ホーム
- Photo Collage

## 主な機能
| 主な対応サービス                                 | 主な対応サービス                         | 主な対応サービス                       | 主な対応サービス                                            |
| ------------------------------------------------ | ---------------------------------------- | -------------------------------------- | ----------------------------------------------------------- |
| タッチパネル／加速度センサー                     | Xi／FOMAハイスピード                     | Bluetooth                              | DCMX／おサイフケータイ／NFC／かざしてリンク／赤外線／トルカ |
| ワンセグ／モバキャス                             | メロディコール                           | テザリング                             | WiFi IEEE802.11a/b/g/n                                      |
| GPS                                              | ドコモメール／電話帳バックアップ         | デコメール／デコメ絵文字／デコメアニメ | iチャネル                                                   |
| エリアメール／ソフトウェアーアップデート自動更新 | デジタルオーディオプレーヤー(WMA)(MP3他) | GSM／3Gローミング（WORLD WING）        | フルブラウザ／Flash Player                                  |
| Google Play／dメニュー／dマーケット              | Gmail／Google Talk／YouTube／Picasa      | バーコードリーダ／名刺リーダ           | ドコモ地図ナビ／Google Maps／ストリートビュー               |

## 歴史
- 2012年10月11日 - NTTドコモより発表。
- 2012年12月14日 - 事前予約開始。
- 2012年12月21日 - 発売開始[7]。
- 2013年5月8日 - Android 4.1バージョンアップ対象機種に選定される[8]。
- 2013年11月20日 - Android 4.1へバージョンアップ開始[9][10]。

## アップデート・不具合など
2013年1月16日のアップデート
- Videoストアのコンテンツを再生中、まれにエラーメッセージが表示される不具合を修正する。
- Innocent WhiteとPowder Mintのビルド番号がV16R24AからV17R26Bに、Blush Pinkのビルド番号がV16R24AcからV17R26Bcになる。

2013年1月28日のアップデート
- ワイヤレスチャージャーにて携帯電話(本体)を充電すると、まれに充電できない不具合を修正する。
- Innocent WhiteとPowder Mintのビルド番号がV17R26BからV18R26Dに、Blush Pinkのビルド番号がV17R26BcからV18R26Dcになる。

2013年6月4日のアップデート
- 海外ローミング中にネットワーク検索を行うと、失敗する場合がある不具合を修正する。
- Innocent WhiteとPowder Mintのビルド番号がV16R24A、V17R26B、V18R26DからV20R29Bに、Blush Pinkのビルド番号がV16R24Ac、V17R26Bc、V18R26DcからV20R29Bcになる。

2013年8月26日のアップデート
- 伝言メモ設定時、設定秒数を経過しても伝言メモガイダンスに繋がらない場合がある不具合を修正する。
- Innocent WhiteとPowder Mintのビルド番号がV16R24A、V17R26B、V18R26D、V20R29BからV21R31Aに、Blush Pinkのビルド番号がV16R24Ac、V17R26Bc、V18R26Dc、V20R29BcからV21R31Acになる。

2013年11月20日のアップデート(OSバージョンアップ)
- 本機特有の主な変更点
  - アプリ履歴を一括削除できるようになる。
  - ランチャーでNX! ホームを設定時、フォルダ内のアプリが最大9個まで表示され、アイコンがカスタマイズできるようになる。
  - Android標準ブラウザから辞書が引けるようになる。
  - 文字入力キーボードの高さと幅、背景変更ができるようになる。
- Android 4.1における共通の変更点
  - Android OS全体で、表示速度とタッチ反応が向上。
  - Google Nowへの対応。
  - ステータスバーから次のアクションが可能に。
- ドコモ共通の変更点
  - データ保管BOXへ対応。
  - NOTTVの災害関連情報受信に対応。
- 不具合修正
  - spモードメールアプリの着信音設定を行うと、携帯電話（本体）が再起動する場合がある不具合を修正する。
- Innocent WhiteとPowder Mintのビルド番号がV16R24A、V17R26B、V18R26D、V20R29B、V21R31AからV10R43Aに、Blush Pinkのビルド番号がV16R24Ac、V17R26Bc、V18R26Dc、V20R29Bc、V21R31AcからV10R43Acになる。[11]。